# Hans Schindler (Komponist)
Hans Schindler (* 9. Mai 1889 in Berlin; † 7. Oktober 1974 ebenda) war ein deutscher Kapellmeister und Komponist.

## Leben
Hans Schindler war der Sohn des Schauspielers Albert Schindler und von Emilie Fischer. Er studierte von 1907 bis 1910 Klavier und Komposition bei Philipp Rüfer und Alexander von Fielitz am Stern’schen Konservatorium in Berlin. Anschließend wurde er Kapellmeister am Düsseldorfer Schauspielhaus, wo 1912 seine Bühnenmusik zu Leonce und Lena uraufgeführt wurde. Während des Ersten Weltkrieges wurde er zum Militärdienst eingezogen und verwundet. Nach Kriegsende arbeitete er am Friedrich-Wilhelmstädtischen Theater und am Theater von Rudolf Nelson in Berlin.
Schindler wandte sich nun der Tanz- und Revuemusik zu. Von 1924 bis 1925 leitete er das Begleitorchester der Revuen von Herman Haller. Zu dieser Zeit brachte er als „Jazzorchester der Haller-Revue“ seine ersten Schallplatten heraus.
Anschließend arbeitete er meist als Freelancer und lernte um 1930 seine künftige Lebensgefährtin, die Diseuse Beate Roos-Reuter kennen, die er häufig musikalisch begleitete. 1931 schrieb er mit Willi Kollo die Filmmusik zu Meine Frau, die Hochstaplerin und fungierte als musikalischer Leiter.
Am 1. September 1932 war er Dirigent der Uraufführung der Operette Eine Frau, die weiß, was sie will von Oscar Straus mit Fritzi Massary in der Hauptrolle. Am 23. November 1932 dirigierte er im Theater am Kurfürstendamm das Orchester bei der Uraufführung der Operette Glückliche Reise von Eduard Künneke. Es erschienen weiterhin zahlreiche Schallplatten mit seiner Musik, wobei er sich mehrmals Pseudonyme wie „Clark Clayton“ und „Joe London“ zulegte.
1933 erhielt er Berufsverbot, das später nur etwas aus Personalmangel gelockert wurde. Zum 1. Mai 1937 trat er der NSDAP bei. Nach Kriegsende trat er wieder als Begleiter von Beate Roos-Reuter hervor, zudem schrieb er mehrere Musikstücke wie die Märchenoper Hannes fällt vom Dach, das Singspiel Die drei Robinsons und die Operette Der Schleier fällt.